# Birna
Birna (arab. برنة) – miejscowość w Syrii, w muhafazie Aleppo. W 2004 roku liczyła 3213 mieszkańców.